# Adrian Frutiger
Adrian Frutiger [ˈfruːtɪɡər] (* 24. Mai 1928 in Unterseen; † 10. September 2015 in Bremgarten bei Bern) war ein Schweizer Schriftgestalter. Er zählt zu den massgebenden Schöpfern der Schweizer Typografie.

## Leben

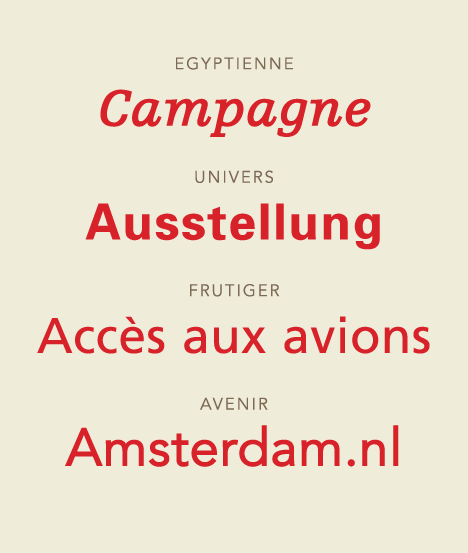
Proben einiger von Frutiger entworfener Schriften

Frutiger war der Sohn eines Handwebers. Nach einer Schriftsetzerlehre bei der Interlakner Buch und Kunstdruckerei Otto Schlaefli (heute Verlag Schlaefli & Maurer AG) und einem Studium an der Kunstgewerbeschule Zürich (1949–1951) bei Alfred Willimann und Walter Käch (Diplomarbeit: Die europäische Schriftentwicklung vom Griechischen Lapidar-Alphabet bis zu Renaissance-Schriften) arbeitete Frutiger zunächst als Grafiker in Zürich. 1952 wurde er Mitarbeiter der Pariser Schriftgiesserei Deberny & Peignot, 1962 gründete Frutiger sein eigenes Grafikatelier in Arcueil bei Paris, zusammen mit Bruno Pfäffli und André Gürtler. Mehrere Jahre lehrte er nebenberuflich an der École Estienne und der École Nationale Supérieure des Arts Décoratifs. Ab 1992 lebte er in Bremgarten bei Bern.
Seine zwei bekanntesten Schriften sind die serifenlose Linear-Antiqua Univers und die für den Pariser Flughafen Charles de Gaulle entworfene Roissy, eine frühe Form der Frutiger. Daneben gestaltete Frutiger zahlreiche weitere Schriften, wie die Avenir, Centennial, Iridium, Meridien und Serifa. Seine auf Maschinenlesbarkeit optimierte OCR-B wurde 1973 zum ISO-Standard erhoben.

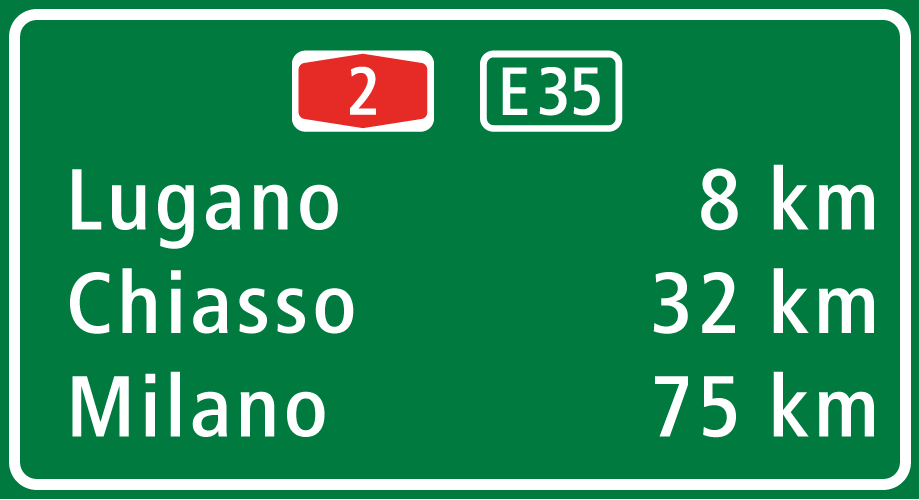
Entfernungstafel in der Schweiz in ASTRA-Frutiger Autobahn

Frutigers 1978 erschienenes Buch Der Mensch und seine Zeichen gilt als Standardwerk zur Zeichentheorie für die praktische grafische Anwendung, zum Beispiel für die Gestaltung eines Logos. Das Buch wurde in sieben Sprachen übersetzt und veröffentlicht.
Seit 2003 werden Verkehrsschilder in der Schweiz mit der Schriftart ASTRA-Frutiger Standard und der etwas breiteren ASTRA-Frutiger Autobahn beschriftet.
Frutiger war zweimal verheiratet. Seine erste Frau, Paulette Flückiger, starb 1954 nach der Geburt des gemeinsamen Sohns Stéphane. 1955 heiratete er die Theologin Simone Bickel und hatte mit ihr die Töchter Anne-Sylvie und Annik. Die fünfköpfige Familie wohnte in Montrouge und dann in einem Bauernhaus in Challet. Anne-Sylvie beging 1972 im Alter von 16 Jahren und Annik 1980 im Alter von 22 Jahren Suizid. In ihrem Andenken gründeten die Eltern die Stiftung Fondation Adrian et Simone Frutiger, die neuropsychologische und neuropsychiatrische Forschung unterstützt. Simone verstarb 2008.

## Schriftentwürfe (Auswahl)
Folgende Schriften wurden von Adrian Frutiger entwickelt:
- Apollo
- ASTRA-Frutiger Standard
- ASTRA-Frutiger Autobahn
- Avenir
- Avenir Next
- Breughel LT
- Linotype Centennial
- Linotype Didot
- Egyptienne F
- Frutiger
- Frutiger Serif
- Frutiger Stones
- Frutiger Symbols
- Frutiger Next (in Zusammenarbeit mit Erik Faulhaber)
- Glypha
- Herculanum
- Icone LT
- Iridium LT
- Meridien
- Nami
- Neue Frutiger (in Zusammenarbeit mit Akira Kobayashi)
- OCR-B
- Ondine
- Pompeijana
- President
- Roissy
- Serifa
- Univers
- Univers Next LT
- Vectora
- Versailles
- Westside

## Ehrungen und Auszeichnungen
- 1950: Preis des Eidgenössischen Departements des Innern, Bern
- 1984: Paul-Haupt-Preis, Bern
- 1986: Gutenberg-Preis der Gutenberg-Gesellschaft e. V.
- 1987: Type Directors Club Medal des New York Type Directors Club
- 1993: Grand Prix National de la Culture, Section Arts Graphiques, Paris
- 2006: Sota-Award für das Lebenswerk
- 2007: Preis Designer 2007 des Bundesamtes für Kultur der Schweizerischen Eidgenossenschaft für die Prägung der visuellen Umgebung von Millionen von Menschen
- 2013: Kulturpreis des Berner Oberlandes für das Lebenswerk

## Werke (Auswahl)
- Der Mensch und seine Zeichen. Textbearbeitung von Horst Heiderhoff. 3 Bände. D. Stempel, Frankfurt am Main 1978/1979/1981; Kurzfassung: Marix, Wiesbaden 2006, ISBN 3-86539-907-X.
- Type, Sign, Symbol. ABC-Verlag, Zürich 1980 (englisch, deutsch, französisch).
- Ein Leben für die Schrift. Schlaefli & Maurer, Interlaken 2003, ISBN 3-85884-015-7.
- Nachdenken über Zeichen und Schrift. Haupt, Bern 2005, ISBN 3-258-06811-9.
- Symbole. Geheimnisvolle Bilder-Schriften, Zeichen, Signale, Labyrinthe, Heraldik. Haupt, Bern 2008, ISBN 978-3-258-07323-1.

## BildergalerieAngewandte Typografie

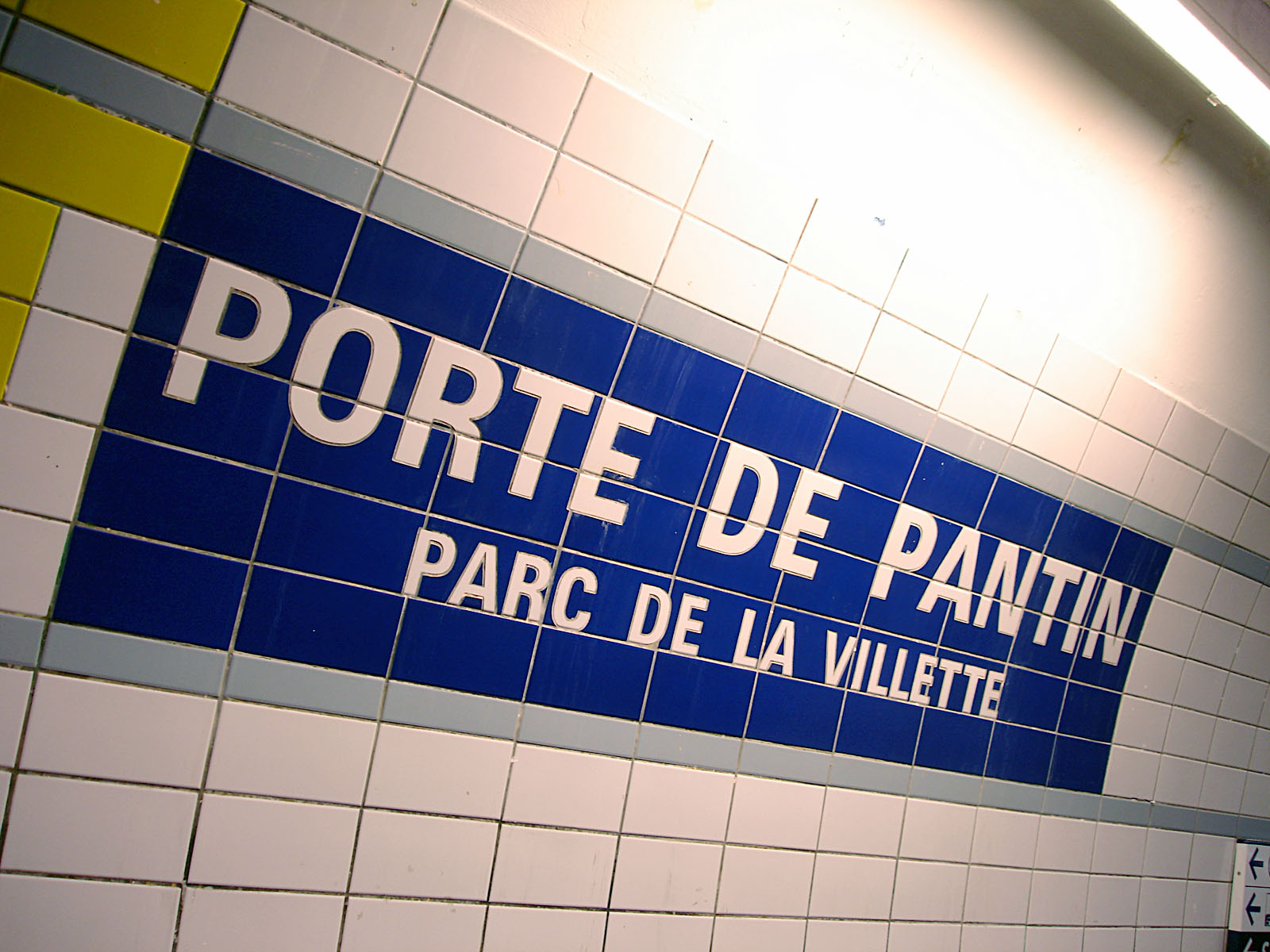
Beschilderung der Pariser Métro durch Adrian Frutiger, 1973
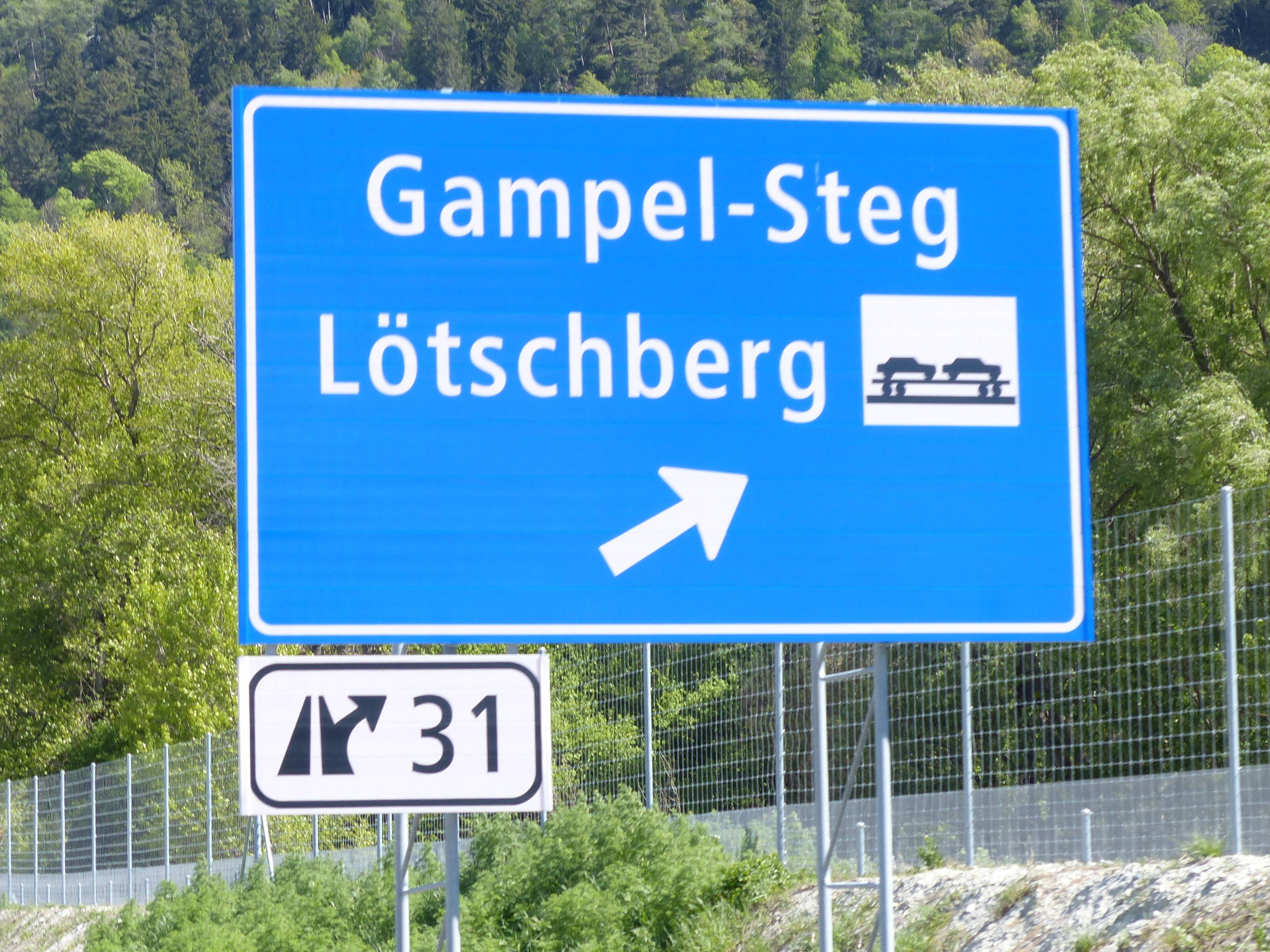
Tafel Ausfahrt Autobahn A9 31, Gampel-Steg Lötschberg
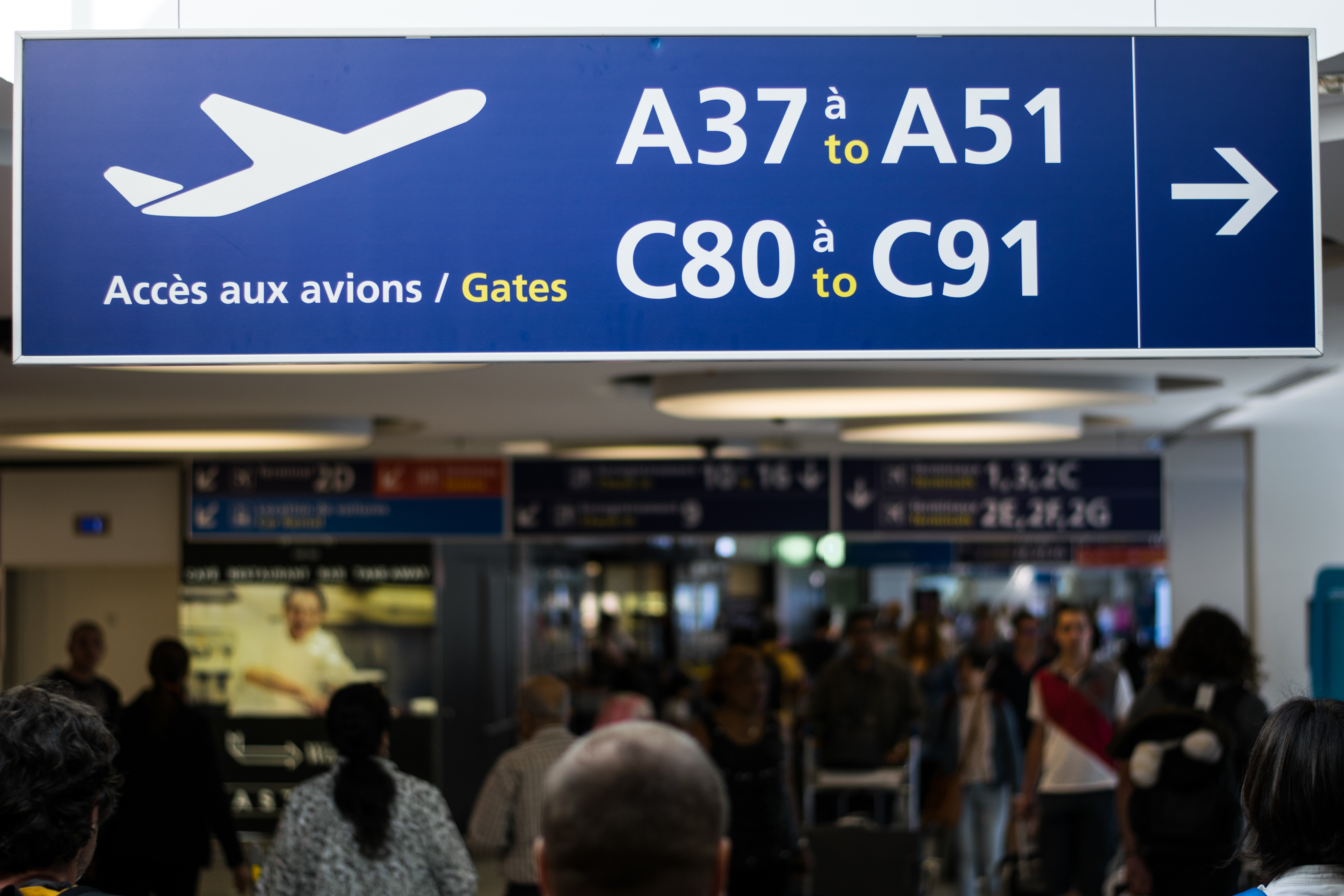
Beschilderung am Flughafen Roissy-Charles-de-Gaulle